# Catena Corborant-Tenibres-Enciastraia
La Catena Corborant-Tenibres-Enciastraia è un massiccio montuoso delle Alpi Marittime. Si trova sul confine tra l'Italia (Piemonte) e la Francia (dipartimento delle Alpi Marittime) e raccoglie le montagne tra il Colle della Maddalena ed il Colle della Lombarda.
Prende il nome dalle tre montagne più significative: la Cima di Corborant, il Monte Tenibres e l'Enciastraia e raggiunge la massima elevazione con la Tête de Siguret (3.032 m).

## Collocazione
Secondo le definizioni della SOIUSA la Catena Corborant-Tenibres-Enciastraia ha i seguenti limiti geografici:
Colle della Maddalena, Valle Stura di Demonte, Vallone di Sant'Anna, Colle della Lombarda, Vallon de Chastillon, alta val Tinea, Col de la Moutière, torrente Bachelard, alta Valle dell'Ubaye, torrente Ubayette, Colle della Maddalena.

## Classificazione
La SOIUSA definisce la Catena Corborant-Tenibres-Enciastraia come un supergruppo alpino e vi attribuisce la seguente classificazione:
- Grande parte = Alpi Occidentali
- Grande settore = Alpi Sud-occidentali
- Sezione = Alpi Marittime e Prealpi di Nizza
- Sottosezione = Alpi Marittime
- Supergruppo = Catena Corborant-Tenibres-Enciastraia
- Codice = I/A-2.I-C

## Suddivisione
La Catena Corborant-Tenibres-Enciastraia viene suddivisa in quattro gruppi e undici sottogruppi:
- Gruppo Autaret-Corborant (C.10)
  - Gruppo Autaret-Lausfer (C.10.a)
    - Nodo del Lausfer (C.10.a/a)
    - Costiera Mouton-Steliere (C.10.a/b)
    - Nodo della Guercia (C.10.a/c)
    - Gruppo dell'Autaret (C.10.a/d)

  - Gruppo Collalunga-Corborant (C.10.b)
    - Nodo di Collalunga (C.10.b/a)
    - Nodo del Corborant (C.10.b/b)
    - Sottogruppo delle Chalanches (C.10.b/c)
    - Dorsale Gioffredo-Laroussa (C.10.b/d)
- Gruppo del Tenibres (C.11)
  - Gruppo dell'Ischiator (C.11.a)
    - Nodo dell'Ischiator p.d. (C.11.a/a)
    - Costiera Rostagno-Costabella (C.11.a/b)
    - Costiera della Rocca Rossa (C.11.a/c)

  - Massiccio del Tenibres (C.11.b)
  - Nodo dell'Ubac (C.11.c)
    - Cresta dell'Ubac (C.11.c/a)
    - Costiera del Piz (C.11.c/b)

  - Nodo Clai-Vens-Blancias (C.11.d)
    - Cresta Borgonio-Blancias (C.11.d/a)
    - Sottogruppo del Clai (C.11.d/b)
    - Costiera Peiron-Rocca Verde (C.11.d/c)
    - Costiera di Tortisse (C.11.d/d)
- Gruppo Enciastraia-Siguret (C.12)
  - Gruppo dell'Enciastraia (C.12.a)
    - Gruppo Aiga-Pe Brun (C.12.a/a)
    - Nodo dell'Enciastraia (C.12.a/b)

  - Catena Siguret-Fer-Pelouse (C.12.b)
    - Gruppo della Tête de la Pelouse (C.12.b/a)
    - Gruppo Tête de Siguret-Tête de Fer (C.12.b/b)
- Massiccio Bonette-Mourre Haut-Chevalier (C.13)
  - Gruppo della Bonette (C.13.a)
  - Gruppo Morre Haut (C.13.b)
  - Gruppo del Chevalier (C.13.c)

## Montagne

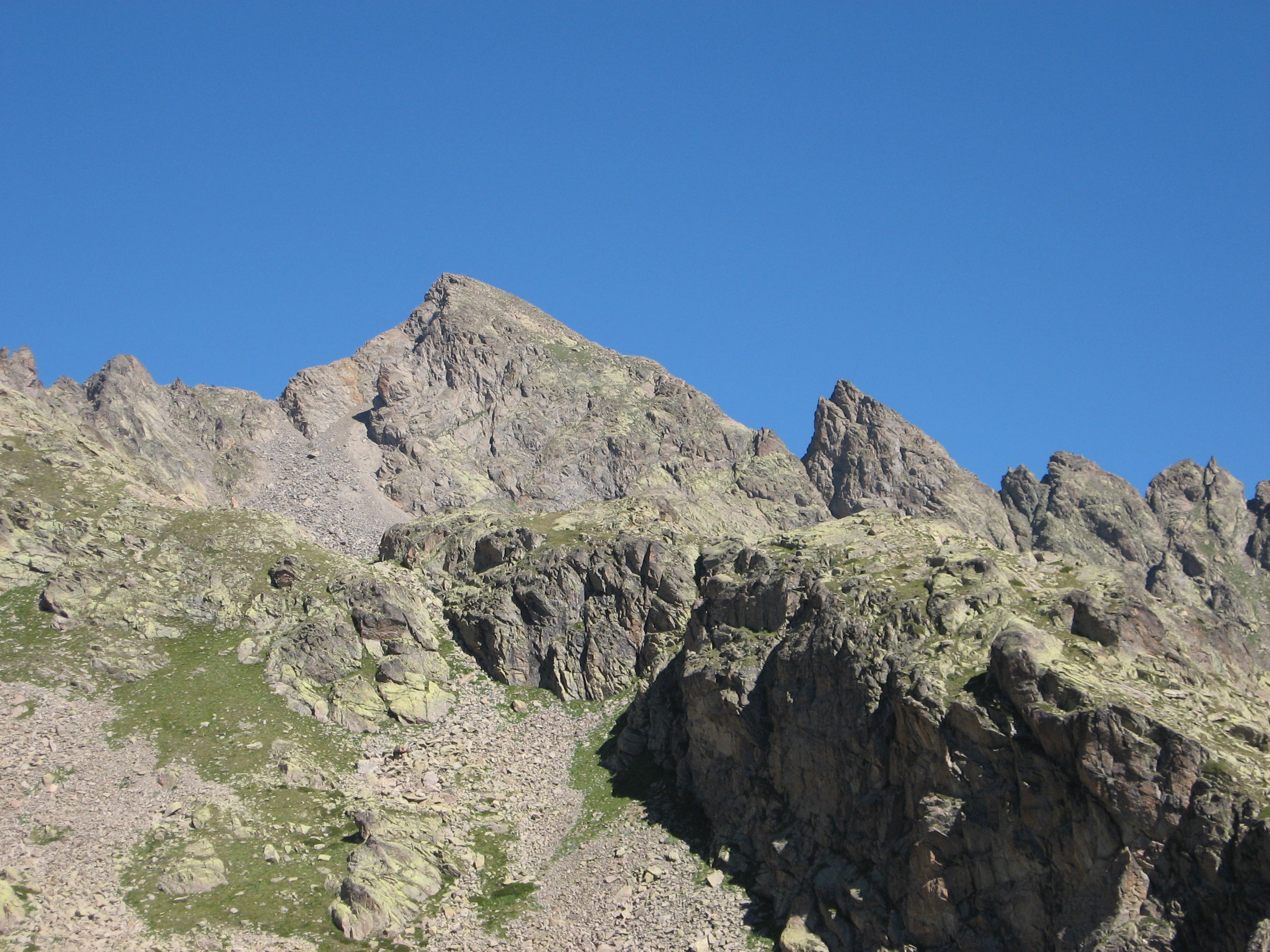
La Cima di Corborant.

Le montagne principali appartenenti alla Catena Corborant-Tenibres-Enciastraia sono:
- Tête de Siguret - 3.032 m
- Monte Tenibres - 3.031 m
- Cima di Corborant - 3.010 m
- Becco Alto d'Ischiator - 2.998 m
- Tête des Chalanches - 2.995 m
- Enciastraia - 2.955 m
- Rocca Rossa - 2.995 m
- Testa dell'Ubac - 2.991 m
- Tête de la Pelouse - 2.920 m
- Tête de Fer - 2.885 m
- Rocca dei Tre Vescovi - 2.867 m
- Tête Carrée - 2.865 m
- Cima della Bonette - 2.860 m
- Cima del Bal - 2.831 m
- Cima delle Lose - 2.813 m
- Testa dell'Autaret - 2.763 m
- Cima di Collalunga - 2.759 m
- Testa Auta del Lausfer - 2.587 m
- Becchi Rossi - 2.261 m